# Miembro superior
El miembro superior o extremidad superior, en el cuerpo humano, es cada una de las extremidades que se fijan a la parte superior del tronco. Se compone de cuatro segmentos: cintura escapular, brazo, antebrazo y mano; se caracteriza por su movilidad y capacidad para manipular y sujetar. Tiene en total 32 huesos y 45 músculos, la vascularización corre a cargo principalmente de las ramas de la arteria axilar, las principales venas son las cefálicas, basílicas y axilares, y la mayor parte de su inervación está a cargo del plexo braquial.

## Definición
En términos formales, «brazo» sólo hace referencia al segundo segmento del miembro superior, y no debe entenderse al menos en lenguaje anatómico como la totalidad del mismo.

## Cintura escapular

Cintura escapular.

Está compuesta por los huesos de la clavícula y la escápula, dos a cada lado, que fijan los miembros superiores a la parte superior del tronco —tórax— a nivel de los hombros.

### Escápula
Presenta tres fosas: la subescapular, supraespinosa e infraespinosa. La fosa subescapular es anterior y es el lugar de inserción del músculo con el mismo nombre. La fosa supraespinosa es posterosuperior a la espina y es el lugar de inserción del músculo supraespinoso. La fosa infraespinosa es posterior inferior a la espina y es el lugar de inserción del músculo infraespinoso. La fosa supraespinosa y la infraespinosa se dividen por la espina, que termina en el acromion.
Posee tres bordes: axilar o lateral, vertebral o medial y cervical o superior. En el borde vertebral se insertan los músculos romboides mayor y el romboides menor; en el axilar, los redondos. Presenta una apófisis, la coracoides, donde se originan los músculos coracobraquial y bíceps (porción corta), y se inserta el músculo pectoral menor. El acromion es la extensión de la espina y es la zona donde articula con la clavícula.

### Clavícula
Es un hueso largo que se encuentra en la parte superior de la caja torácica, con forma de S itálica. Tiene dos caras: superior e inferior, dos bordes: anterior y posterior, y dos extremos: medial o esternal (donde articula con el esternón) y el borde lateral o acromial (donde articula con el acromion de la escápula).
Su cara superior es lisa, su cara inferior presenta dos accidentes anatómicos importantes, las impresiones del ligamento costoclavicular en su extremo medial que sirve para sitio de inserción del ligamento costoclavicular y el tubérculo conoideo en su extremo lateral que sirve para la inserción del ligamento del mismo nombre. Su extremo medial es redondeado a veces con una forma triangular, su extremo distal es aplanado.
Forma las articulaciones esternoclavicular (con el manubrio del esternón en su extremo medial) y acromioclavicular (cuando se articula con el acromion en su extremo distal).

## Brazo
Su esqueleto está formado por un solo hueso, el húmero, el hueso más largo y voluminoso del miembro superior.
El brazo está conformado en su cara anterior por músculos flexores (Bíceps braquial, Coracobraquial y Braquial anterior), los cuales estaran inervados por el nervio musculocutáneo. Mientras que en su cara posterior se encontrará el músculo extensor (Tríceps braquial), que está inervado por el nervio radial. El nervio radial y el musculocutáneo son ramas terminales del plexo braqueal.

## Antebrazo
Está formado por el hueso Ulna (más conocido por su epónimo cúbito) y radio. Se articula en su porción proximal con el húmero y en su porción distal con los carpianos. Estará irrigada esta región por la arteria cubital y la arteria radial. En su porción anterior se encontraran los músculos flexores ( Pronador redondo, Flexor radial del carpo, palmar largo, Flexor cubital del carpo, Flexor superficial de los dedos, Flexor profundo de los dedos, Flexor largo del pulgar y Pronador cuadrado). Mientras que en su porción posterior estarán los extensores (Braquiorradial ( que también es flexor, es la única excepción), extensor radial corto del carpo, extensor radial largo del carpo, extensor de los dedos, extensor del meñique, extensor cubital del carpo, extensor del dedo índice, supinador).

## Mano
En los vertebrados existen varias piezas esqueléticas articuladas entre sí después del antebrazo que forman el carpo. A continuación de estas, y articulados con ellas, se encuentran cinco radios óseos que constituyen el metacarpo, de cuyos extremos distales se desprenden cinco apéndices libres, los dedos, constituidos por tres piezas esqueléticas: falange, falangina y falangeta (excepto uno de ellos, que consta de dos falanges solamente).
La mano presenta un esqueleto complejo, formado por:
1. Carpo
2. Radio
3. Falanges